# Roberto do Palatinado-Veldenz
Roberto do Palatinado-Veldenz (em alemão:  Ruprecht von Pfalz-Veldenz; Zweibrücken, 1506 – Merzalben, 28 de julho de 1544), foi um nobre alemão, membro do ramo palatino da Casa de Wittelsbach.
Foi regente do Palatinado-Zweibrücken durante a menoridade do seu sobrinho, Wolfgang de 1532 a 1543, ano em que se tornou Conde Palatino de Veldenz, fundando a nova linha palatina de Zweibrücken-Veldenz, extinta (em linha masculina) em 1694.

## Biografia
Roberto era o filho mais novo de Alexandre do Palatinado-Zweibrücken. Na qualidade de filho cadete, Roberto foi detinado por seu pai a uma carreira eclesiástica, enquanto o seu irmão mais velho, Luís sucederia ao pai no Palatinado-Zweibrücken.
Em 1517 tornou-se membro da Catedral de Estrasburgo, posição que manteve até ao início de 1533. De facto, como em Dezembro de 1532 o seu irmão Luís falecera, Roberto tornou-se regente e tutor do seu jovem sobrinho, filho de Luís, Wolfgang, o novo Duque de Zweibrücken.
Quando Wolfgang atingiu a maioridade, em 1543, um dos seus primeiros atos foi o de promulgar o Tratado de Marburgo, atribuindo ao seu tio Roberto o Condado de Veldenz. Roberto viria a falecer no ano seguinte sendo sucedido por seu filho, Jorge João.
Já após a morte de Roberto, a sua filha Ana, viria a casar a 1 de agosto de 1558, com o marquês Carlos II de Baden-Durlach, de quem teve extensa descendência. Ana desempenhou um importante papel político como regente de Baden-Durlach, durante a menoridade dos filhos.

## Casamento e descendência
A 23 de junho de 1537, Roberto casou com Úrsula de Salm-Kyrburg (ca. 1515 - 1601), filha do Conde João VII de Salm-Kyrburg, de quem teve três filhos:
1. Ana (Anna) (1540–1586), que casou com o Marquês Carlos II de Baden-Durlach, com sucessão;
2. Jorge João (Georg Johann) (1543–1592), que sucederia ao pai como Conde palatino de Veldenz;
3. Úrsula (Ursula) (1543 - ?).